# Martyrs d'Albanie

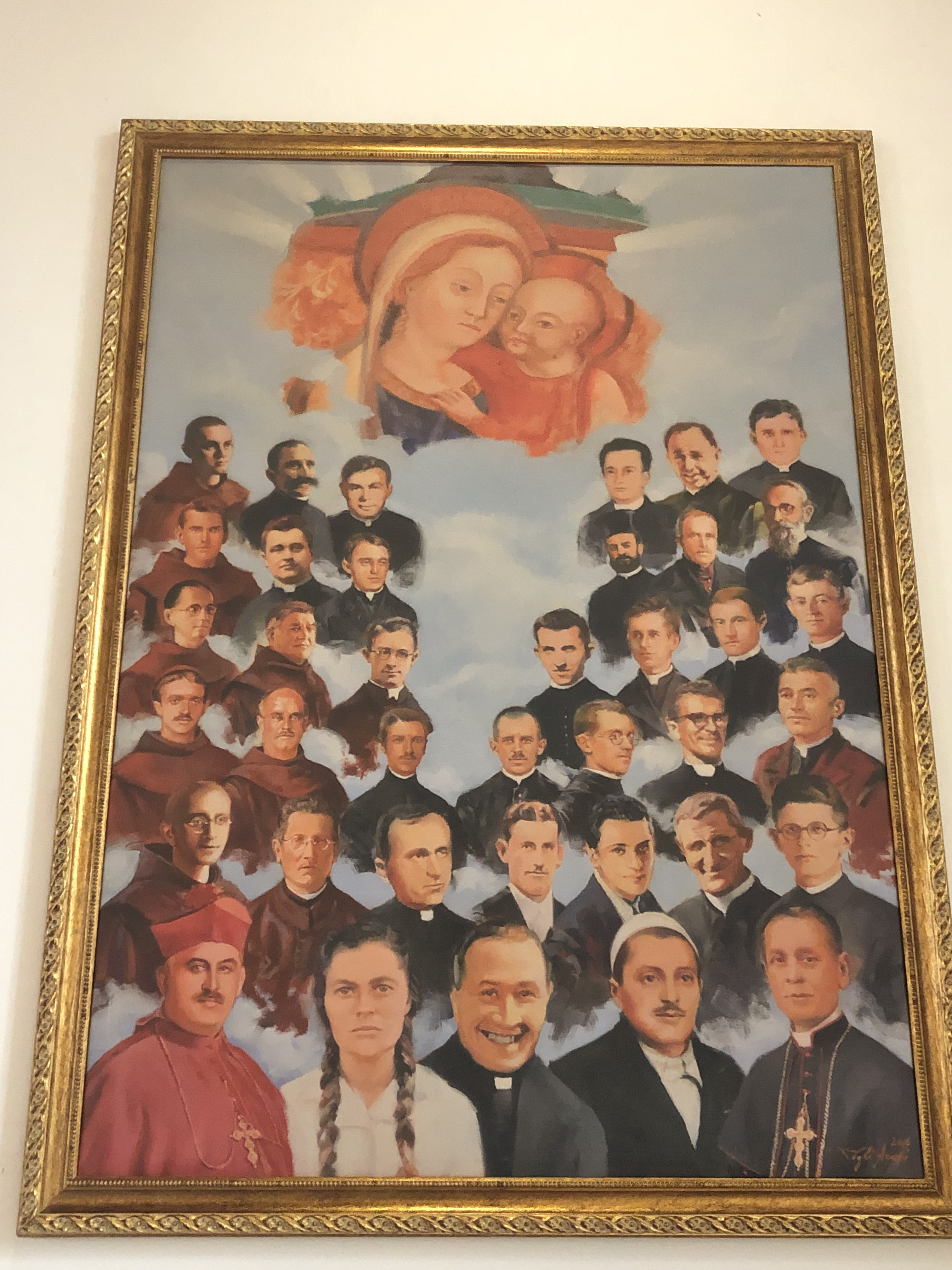
Les martyrs d'Albanie et Notre-Dame du Bon-Conseil, patronne du pays, dans l'église d'Arrameras.

Les 38 martyrs d'Albanie sont des victimes de la persécution religieuse à l'encontre de l'Église catholique organisée par la République populaire socialiste d'Albanie, assassinés entre 1945 et 1974. Le régime d'Enver Hoxha déclara hors la loi toute forme de vie religieuse, et les réprima sévèrement. Les martyrs albanais ont été béatifiés par l'Église catholique le 5 novembre 2016.

## Contexte
Après la Seconde Guerre mondiale, l'Église catholique souffre considérablement des persécutions infligées par le régime communiste d'Enver Hoxha qui, en 1967, avait officiellement déclaré l'Albanie être le « premier pays athée du monde ». Tous les lieux de culte sont fermés et les biens ecclésiastiques sont nationalisés. Le moindre acte religieux, tel un baptême, même célébré en privé, est passible de la peine de mort. Très nombreux sont les prêtres, religieux et religieuses emprisonnés, morts de mauvais traitement ou simplement disparus. Au total, sept évêques, cent-onze prêtres, une dizaine de séminaristes et autant de religieuses sont morts en détention ou ont été exécutés. De plus, environ 1 800 lieux de culte catholique, orthodoxe et musulman ont été détruits tandis que ceux qui subsistaient servaient à d'autres fonctions. Dès 1945, Hoxha projetait de donner naissance à une « Église patriotique catholique », indépendante du pape, qu'il contrôlerait.  
Le 21 septembre 2014, à l'occasion du voyage apostolique du pape François en Albanie, le père Ernest Simoni (né en 1928), lui-même survivant des camps de concentration et des travaux forcés, témoigna de la terreur dont il fut le témoin : tortures, exécutions de centaines de prêtres et de laïcs, dont certains criaient avant de mourir « Vive le Christ Roi ». 
L'Église catholique et toutes autres institutions religieuses ne se reconstruisent en Albanie qu'à partir de 1991, date à laquelle le régime s'effondre.

## Liste des martyrs

### 1945
- Lazër Shantoja (2 septembre 1892 - 5 mars 1945), prêtre de l'archidiocèse de Shkodër-Pult
- Ndre Zadeja (3 novembre 1891 - 25 mars 1945), prêtre de l'archidiocèse de Shkodër-Pult

### 1946

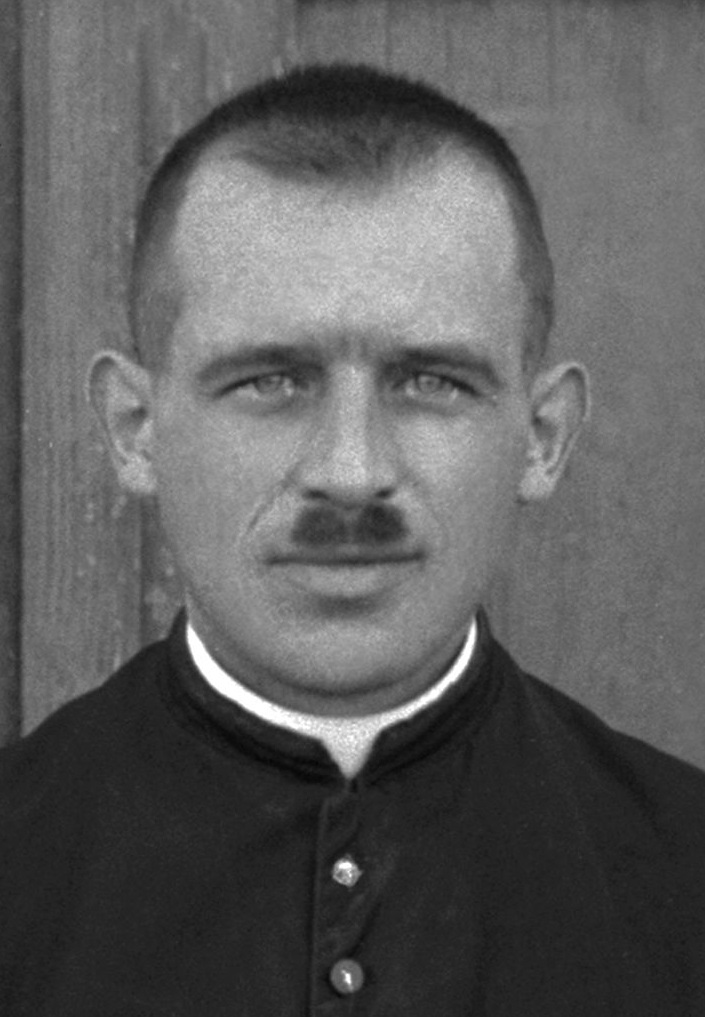
Le prêtre Alfons Tracki.

- Giovanni Fausti (19 octobre 1899 - 4 mars 1946), prêtre de la Compagnie de Jésus
- Gjon Shllaku (27 juillet 1907 - 4 mars 1946), prêtre de l'ordre des Franciscains
- Daniel Dajani (2 décembre 1906 - 4 mars 1946), prêtre de la Compagnie de Jésus
- Qerim Sadiku (18 novembre 1919 - 4 mars 1946), laïc de l'archidiocèse de Shkodër-Pult
- Mark Çuni (30 septembre 1919 - 4 mars 1946), séminariste de l'archidiocèse de Shkodër-Pult
- Gjelosh Lulashi (2 septembre 1925 - 4 mars 1946), laïc de l'archidiocèse de Shkodër-Pult
- Alfons Tracki (2 décembre 1896 - 18 juillet 1946), prêtre de l'archidiocèse de Shkodër-Pult
- Fran Mirakaj (1917 - septembre 1946), laïc de l'archidiocèse de Shkodër-Pult
- Anton Zogaj (26 juillet 1908 - 31 décembre 1946), prêtre de l'archidiocèse de Tirana-Durrës

### 1947
- Luigj Prendushi (24 janvier 1896 - 24 janvier 1947), prêtre du diocèse de Sapë (it)
- Dedë Maçaj (5 février 1920 - 28 mars 1947), prêtre de l'archidiocèse de Shkodër-Pult
- Xhani Gjani (10 juillet 1914 - 1947), prêtre de l'archidiocèse de Shkodër-Pult
- Serafin Koda (25 avril 1893 - 11 mai 1947), prêtre de l'ordre des Franciscains
- Gjon Pantalia (2 juin 1887 - 31 octobre 1947), religieux prêtre de la Compagnie de Jésus
- Bernardin Palaj (2 octobre 1894 - 2 décembre 1947), prêtre de ordre des Franciscain

### 1948
- Frano Gjini (20 février 1886 - 11 mars 1948), évêque du diocèse de Rrëshen (de)
- Mati Prennushi (2 octobre 1881 - 11 mars 1948), prêtre de l'ordre des  Franciscains
- Ciprian Nikaj (19 juillet 1900 - 11 mars 1946), prêtre de l'ordre des Franciscains

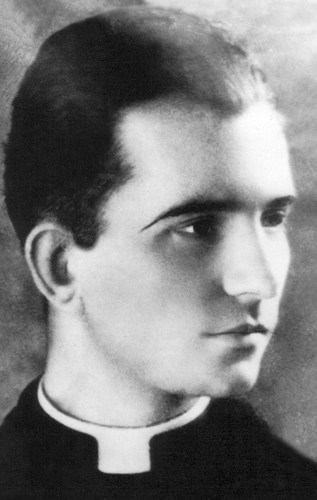
Le prêtre Anton-Muzaj.

- Dedë Plani (21 janvier 1891 - 30 avril 1948), prêtre de l'archidiocèse de Shkodër-Pult
- Ejëll Deda (22 février 1917 - 12 mai 1948), prêtre de l'archidiocèse de Shkodër-Pult
- Anton Muzaj (12 mai 1921 - 1948), prêtre de l'archidiocèse de Shkodër-Pult
- Pjetër Çuni (9 juillet 1914 - 29 juillet 1948), prêtre de l'archidiocèse de Shkodër-Pult
- Alexandre Sirdani (1er mars 1891 - 29 juillet 1948), prêtre de l'archidiocèse de Shkodër-Pult
- Josif Mihali (23 septembre 1912 - 26 octobre 1948), prêtre de l'Église grecque-catholique albanaise

### 1949

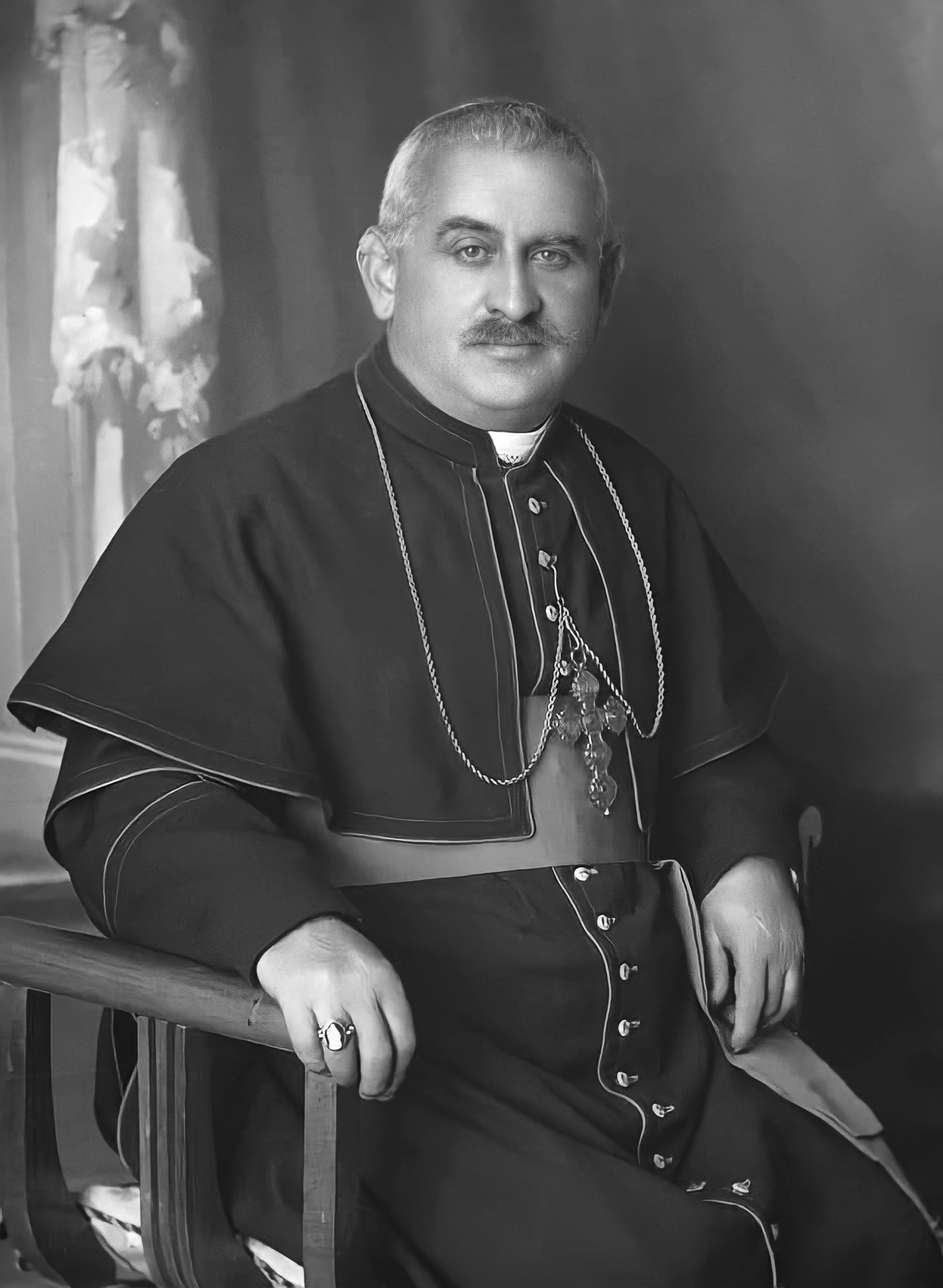
Mgr Vinçens Prenushi.

- Jak Bushati (8 août 1890 - 12 février 1949), prêtre de l'archidiocèse de Shkodër-Pult
- Vinçens Prenushi (4 septembre 1885 - 20 mars 1949), prêtre franciscain, archevêque de Durrës et primat d'Albanie
- Josef Marxen Marksen (5 août 1906 - 16 novembre 1949), prêtre du diocèse de Lezhë (it)

### Années 1950
- Gaspër Suma (23 mars 1897 - 16 avril 1950), prêtre de l'ordre des Franciscains
- Maria Tuci (12 avril 1928 - 24 octobre 1950), laïque de l'archidiocèse de Shkodër-Pult
- Jul Bonati (24 mai 1874 - 5 novembre 1951), prêtre de l'archidiocèse de Tirana-Durrës
- Karl Serreqi (26 février 1911 - 4 avril 1954), prêtre de l'ordre des Franciscains
- Ndoc Suma (31 juillet 1887 - 22 avril 1958), prêtre de l'archidiocèse de Shkodër-Pult
- Dedë Malaj (16 novembre 1917 - 12 mai 1959), prêtre de l'archidiocèse de Shkodër-Pult

### Années 1960
- Marin Shkurti (1er octobre 1933 - avril 1969), prêtre de l'archidiocèse de Shkodër-Pult

### Années 1970
- Shtjefën Kurti (24 décembre 1898 - 20 octobre 1971), prêtre de l'archidiocèse de Tirana-Durrës
- Mikel Beltoja (9 mai 1935 - 10 février 1974), prêtre de l'archidiocèse de Shkodër-Pult

## Béatification et canonisation
Après les premières élections présidentielles démocratiques d'Albanie en 1992, une nouvelle constitution est approuvée en 1998, garantissant les libertés individuelles, dont la liberté religieuse. L'archidiocèse de Tirana-Durrës retrouve un archevêque, le siège était vacant depuis la mort de Mgr Prenushi, en 1949. Dans le même temps, les lieux de cultes rouvrent et les mouvements religieux sont à nouveau permis.  
Le 10 novembre 2002, l'Archidiocèse de Shkodër-Pult introduit la cause en béatification et canonisation des trente-huit victimes de la persécution religieuse. Représentative de la reconstruction religieuse en Albanie, cette cause est soutenue par le pape François, notamment lors de sa visite apostolique du 21 septembre 2014. Pour l'occasion, le portrait des trente-huit serviteurs de Dieu sont exposés tout le long d'un boulevard leur étant consacré, à Tirana. Le Saint-Père ne manquera pas de leur rendre hommage tout au long de ce voyage. 
Le 26 avril 2016, après trois ans d'étude auprès de la Congrégation pour la cause des saints, le pape François reconnaît qu'ils sont morts en 'haine de la foi'(in odium fidei), leur reconnaissant le titre de martyrs. La cérémonie de béatification s'est tenue le 5 novembre 2016 à Shkodër, en Albanie, et a été célébrée par le cardinal Angelo Amato, représentant du pape pour cette occasion.